# دختر (فیلم ۲۰۱۴)
دختر (انگلیسی: Daughter) یک فیلم به کارگردانی کو هائه سان است که در سال ۲۰۱۴ منتشر شد.